# 66e cérémonie des Writers Guild of America Awards
La 66e cérémonie des Writers Guild of America Awards (WGA Awards), organisée par la Writers Guild of America, a eu lieu le 1er février 2014 et a récompensé les meilleurs scénaristes de cinéma et de télévision pour des films sortis en 2013.
Les nominations pour la télévision ont été annoncées le 5 décembre 2013, et celles pour le cinéma l'ont été le 3 janvier 2014.

## Palmarès

### Cinéma

#### Scénario original
- Her — Spike Jonze
  - American Bluff (American Hustle) — Eric Warren Singer et David O. Russell
  - Blue Jasmine — Woody Allen
  - Dallas Buyers Club — Craig Borten et Melisa Wallack
  - Nebraska — Bob Nelson

#### Scénario adapté
- Capitaine Phillips (Captain Phillips) — Billy Ray, d'après le livre A Captain’s Duty: Somali Pirates, Navy SEALS, and Dangerous Days at Sea de Richard Phillips et Stephan Talty
  - Un été à Osage County (August: Osage County) — Tracy Letts, d'après sa pièce August: Osage County (en)
  - Before Midnight — Richard Linklater, Julie Delpy et Ethan Hawke, d'après les personnages créés par Richard Linklater et Kim Krizan
  - Du sang et des larmes (Lone Survivor) — Peter Berg, d'après le livre Le Survivant de Marcus Lutrell et Patrick Robinson
  - Le Loup de Wall Street (The Wolf of Wall Street) — Terence Winter, d'après les mémoires de Jordan Belfort

#### Film documentaire
- Stories We Tell — Sarah Polley
  - Dirty Wars — Jeremy Scahill et David Riker
  - Herblock — The Black & The White — Sara Lukinson et Michael Stevens
  - No Place on Earth — Janet Tobias et Paul Laikin
  - We Steal Secrets: The Story of WikiLeaks — Alex Gibney

### Télévision

#### Série télévisée dramatique
- Breaking Bad — Sam Catlin, Vince Gilligan, Peter Gould, Gennifer Hutchison, George Mastras, Thomas Schnauz et Moira Walley-Beckett
  - The Good Wife — Meredith Averill, Leonard Dick, Keith Eisner, Jacqueline Hoyt, Ted Humphrey, Michelle King, Robert King, Erica Shelton Kodish, Matthew Montoya, J.C. Nolan, Luke Schelhaas, Nichelle Tramble Spellman, Craig Turk et Julia Wolfe
  - Homeland — Henry Bromell, William E. Bromell, Alexander Cary, Alex Gansa, Howard Gordon, Barbara Hall, Patrick Harbinson, Chip Johannessen, Meredith Stiehm, Charlotte Stoudt et James Yoshimura
  - House of Cards — Kate Barnow, Rick Cleveland, Sam Forman, Gina Gionfriddo, Keith Huff, Sarah Treem et Beau Willimon
  - Mad Men — Lisa Albert, Semi Chellas, Jason Grote, Jonathan Igla, André Jacquemetton (en), Maria Jacquemetton (en), Janet Leahy, Erin Levy, Michael Saltzman, Tom Smuts, Matthew Weiner et Carly Wray

#### Série télévisée comique
- Veep — Simon Blackwell, Roger Drew, Sean Gray, Armando Iannucci, Ian Martin, Georgia Pritchett, David Quantick, Tony Roche et Will Smith
  - 30 Rock — Jack Burditt, Robert Carlock, Tom Ceraulo, Luke Del Tredici, Tina Fey, Lang Fisher, Matt Hubbard, Colleen McGuinness, Sam Means, Dylan Morgan, Nina Pedrad, Josh Siegal et Tracey Wigfield
  - Modern Family — Paul Corrigan, Bianca Douglas, Megan Ganz, Abraham Higginbotham, Ben Karlin, Elaine Ko, Steven Levitan, Christopher Lloyd, Becky Mann, Dan O’Shannon, Jeffrey Richman, Audra Sielaff, Emily Spivey, Brad Walsh, Bill Wrubel et Danny Zuker
  - Orange Is the New Black — Liz Friedman, Sian Heder, Tara Herrmann, Sara Hess, Nick Jones, Jenji Kohan, Gary Lennon, Lauren Morelli et Marco Ramirez
  - Parks and Recreation — Megan Amram, Donick Cary, Greg Daniels, Nate DiMeo, Emma Fletcher, Rachna Fruchbom, Daniel J. Goor, Norm Hiscock, Matt Hubbard, Dave King, Greg Levine, Joe Mande, Sam Means, Aisha Muharrar, Matt Murray, Amy Poehler, Alexandra Rushfield, Michael Schur, Jen Statsky, Harris Wittels et Alan Yang

#### Nouvelle série télévisée
- House of Cards — Kate Barnow, Rick Cleveland, Sam Forman, Gina Gionfriddo, Keith Huff, Sarah Treem et Beau Willimon
  - The Americans — Michael Batistick, Joshua Brand, Joel Fields, Melissa James Gibson, Sneha Koorse, Joe Weisberg et Bradford Winters
  - Masters of Sex — Michelle Ashford, Tyler Bensinger (en), Michael Cunningham, Lyn Greene, Richard Levine, Amy Lippman, Sam Shaw et Noelle Valdivia
  - Orange Is the New Black — Liz Friedman, Sian Heder, Tara Herrmann, Sara Hess, Nick Jones, Jenji Kohan, Gary Lennon, Lauren Morelli et Marco Ramirez
  - Ray Donovan — Ann Biderman, Sean Conway, David Hollander, Brett Johnson et Ron Nyswaner

#### Épisode dramatique
- Confessions – Breaking Bad — Gennifer Hutchison
  - Buried – Breaking Bad — Thomas Schnauz
  - Episode 101 – House of Cards — Beau Willimon
  - Granite State – Breaking Bad — Peter Gould
  - Hitting the Fan – The Good Wife — Robert King et Michelle King
  - Pilot – Masters of Sex — Michelle Ashford

#### Épisode comique
- Hogcock! – 30 Rock — Jack Burditt et Robert Carlock
  - Career Day – Modern Family — Paul Corrigan et Brad Walsh
  - Farm Strong – Modern Family — Elaine Ko
  - Lesbian Request Denied – Orange Is the New Black — Sian Heder
  - Leslie and Ben – Parks and Recreation — Michael Schur et Alan Yang
  - Pilot – Orange Is the New Black — Liz Friedman et Jenji Kohan

#### Mini-série ou téléfilm
- Muhammad Ali's Greatest Fight — Shawn Slovo, d'après le livre de Howard Bingham et Max Wallace
  - Killing Kennedy — Kelly Masterson, d'après le livre de Bill O'Reilly et Martin Dugard

#### Animation
- Un test avant d'essayer – Les Simpson (The Simpsons) — Joel H. Cohen
  - Game of Tones – Futurama — Michael Rowe
  - Adulte une fois – Les Simpson (The Simpsons) — Tom Gammill and Max Pross
  - Murder on the Planet Express – Futurama — Lew Morton
  - Saturday Morning Fun Pit – Futurama — Patric M. Verrone
  - Yolo – Les Simpson (The Simpsons) — Michael Nobori

#### Série de variété
- The Colbert Report — Stephen Colbert, Tom Purcell, Michael Brumm, Nate Charny, Rich Dahm, Paul Dinello, Eric Drysdale, Rob Dubbin, Glenn Eichler, Dan Guterman, Barry Julien, Jay Katsir, Frank Lesser, Opus Moreschi, Bobby Mort, Meredith Scardino et Max Werner
  - Conan — Jose Arroyo, Andres du Bouchet, Scott Chernoff, Deon Cole, Josh Comers, Dan Cronin, Scott Gairdner, Michael Gordon, Brian Kiley, Laurie Kilmartin, Rob Kutner, Todd Levin, Conan O'Brien, Matt O'Brien, Jesse Popp, Andy Richter, Brian Stack et Mike Sweeney
  - The Daily Show with Jon Stewart — Tim Carvell (Head Writer) avec Rory Albanese, Steve Bodow, Travon Free, Hallie Haglund, J.R. Havlan, Elliott Kalan, Matt Koff, Dan McCoy, Jo Miller, John Oliver, Zhubin Parang, Daniel Radosh, Jason Ross, Lauren Sarver et Jon Stewart
  - Jimmy Kimmel Live — Tony Barbieri, Jonathan Bines, Joelle Boucai, Gary Greenberg, Josh Halloway, Sal Iacono, Eric Immerman, Bess Kalb, Jimmy Kimmel, Jeff Loveness, Molly McNearney, Bryan Paulk, Danny Ricker et Rick Rosner
  - Portlandia — Fred Armisen, Carrie Brownstein, Jonathan Krisel et Bill Oakley
  - Saturday Night Live — Seth Meyers et Colin Jost (Head Writers) avec James Anderson, Alex Baze, Neil Casey, James Downey, Steve Higgins, Zach Kanin, Chris Kelly, Joe Kelly, Erik Kenward, Rob Klein, Lorne Michaels, John Mulaney, Mike O’Brien, Josh Patten, Paula Pell, Marika Sawyer, Sarah Schneider, Pete Schultz, John Solomon, Kent Sublette et Bryan Tucker

#### Special
- Blake Shelton’s Not So Family Christmas — Jay Martel, Ian Roberts (Head Writers) avec Alex Rubens, Charlie Sanders